# Johan 2. af Frankrig
Johan 2. af Frankrig (født 16. april 1319, død 8. april 1364, kaldet Johan den Gode (fransk: Jean le Bon) var konge af Frankrig fra 1350 til sin død.

## Biografi
Da Johan kom på tronen, stod Frankrig over for flere katastrofer: Den sorte død, som slog næsten halvdelen af landets befolkning ihjel, arbejdsløse lejesoldater, der hærgede overalt, og engelsk aggression, der resulterede i forfærdelige militære nederlag som slaget ved Poitiers i 1356, hvorunder Johan blev taget til fange. Han blev holdt fanget på en række forskellige steder heriblandt Windsor, Hertford, Somerton Castle i Lincolnshire, Berkhamsted Castle i Hertfordshire for til sidst at blive flyttet til Tower of London.
Mens Johan blev holdt fanget i London, regerede hans søn, Karl 5. Han blev mødt med adskillige oprørsforsøg, som han overvandt. For at befri sin far underskrev han freden i Brétigny i 1360, hvorved Frankrig mistede store landområder og måtte betale en gigantisk skadeserstatning.
Som led i en udveksling af fanger blev Johan frigivet, mod at hans søn Ludvig 1. af Anjou kom i engelsk fangenskab, mens Johan søgte at skaffe erstatningen. Da Johan kom tilbage til Frankrig, tog han initiativ til francen for at stabilisere økonomien samtidig med, at han søgte at slippe af med de herreløse soldater ved at sende dem på korstog. Men det strandede på, at pave Innocens 6. døde kort inden deres møde i Avignon.
Sønnen Ludvig undslap det engelske fangenskab i 1363, men Johan fandt, at det ikke gjorde nationen ære, hvorpå han frivilligt vendte tilbage til London og engelsk fangenskab. Her døde han året efter.

## Familieforhold
Han var søn af Filip 6. af Frankrig, der kronede sig selv til fransk konge, da Johan var ni år gammel. For at sikre sin position arrangerede Filip ægteskab mellem den nu trettenårige Johan og Bonne af Luxemburg, hvis far, Johan den Blinde, var konge af Bøhmen. Bonne fødte otte børn, heriblandt Karl 5., Ludvig 1. af Anjou, Johan af Berry og Filip 2. af Burgund. Bonne døde i 1349, og Johan ægtede Johanna af Auvergne året efter. Hun fødte ham tre børn.